# Reiterova vila (Sarajevo)
Vila Heinricha Reitera se nachází v bosenské metropoli Sarajevo, na severním svahu nad ulicí Maršála Tita. Vila s adresou Petrakijina 9 stojí hned vedle Mandićevy vily, kde se nacházelo olympijské muzeum. Reiterova vila vznikla na přelomu 19. a 20. století podle návrhu Rudolfa Tönnise, který byl schválen a podepsán českým architektem Karlem Paříkem.

## Historie
Vilu si nechal postavit Heinrich Reiter, syn bohatého obchodníka. Projekt vznikl na pozemku, který Reiter v minulosti koupil. Objekt tvoří suterén, přízemí, první a druhé patro. Výška střechy vily se drží stejné linie, jako je tomu v případě sousední Mandićevy vily. V duchu řady objektů své doby i ona byla dekorována vyřezávanými dřevěnými prvky. Ty byly na přelomu století populární u řady vil i rezidencí, vznikajících po celém Sarajevu a byly ovlivněny alpskou architekturou. Vila má připomínat zámek s nápadnou věží. Dokončena byla roku 1903. Jako jedna z mála vil nebyla koncipována jako samostatně stojící objekt, ale její podoba byla ovlivněna sousední Mandićevou vilou.
Od roku 1914 patřila vila Rafaelu Izraelovi, později byla ve vlastnictví jeho potomků a nakonec rodiny Finci. Po druhé světové válce byl objekt vyňat z znárodnění majetku a rodina Finci v něm žila až do poloviny 80. let 20. století. Následně byl dům prodán rodině Sofićů, kteří zde zřídili dílnu na zpracování drahých kovů. Po válce v 90. letech 20. století se budova stala zastupitelským úřadem Spojeného království v Bosně a Hercegovině. 
Od roku 2009 je komplex jednotlivých vil kulturní památkou. Díky tomu, že byl objekt v soukromém vlastnictví, tak byl v průběhu desetiletí dostatečně udržován a nebyla potřebná zásadnější rekonstrukce.